# Májov
Májov (polsky Majów, 1134 m n. m.) je hora ve slovenské části Kysuckých Beskyd nedaleko polských hranic. Nachází se v hlavním hřebeni mezi vrcholy Priehybok (1128 m) na západě a Majcherová (1105 m) na severu. Severozápadní svahy hory spadají do údolí potoka Majów, jihozápadní do údolí Brhlového potoka a jihovýchodní do údolí Májovského potoka. Severním úbočím hory prochází červeně značená dálková turistická trasa Główny Szlak Beskidzki a také státní hranice.

## Přístup
- po červené  značce ze sedla Przełęcz Przegibek nebo z vrcholu Rycierova hora, přímo na vrchol se lze dostat po neznačené odbočce